# DSV Ski-Inline Cup

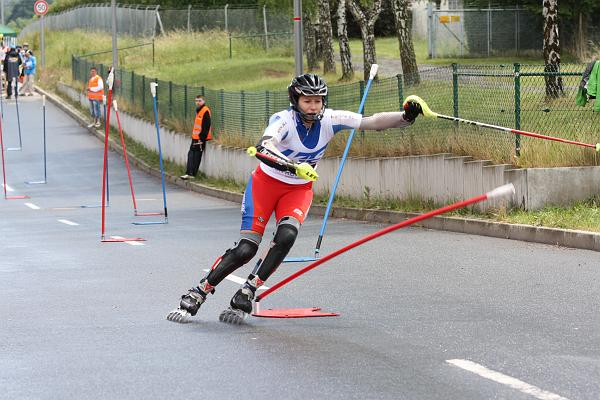
DSV Ski-Inline Cup

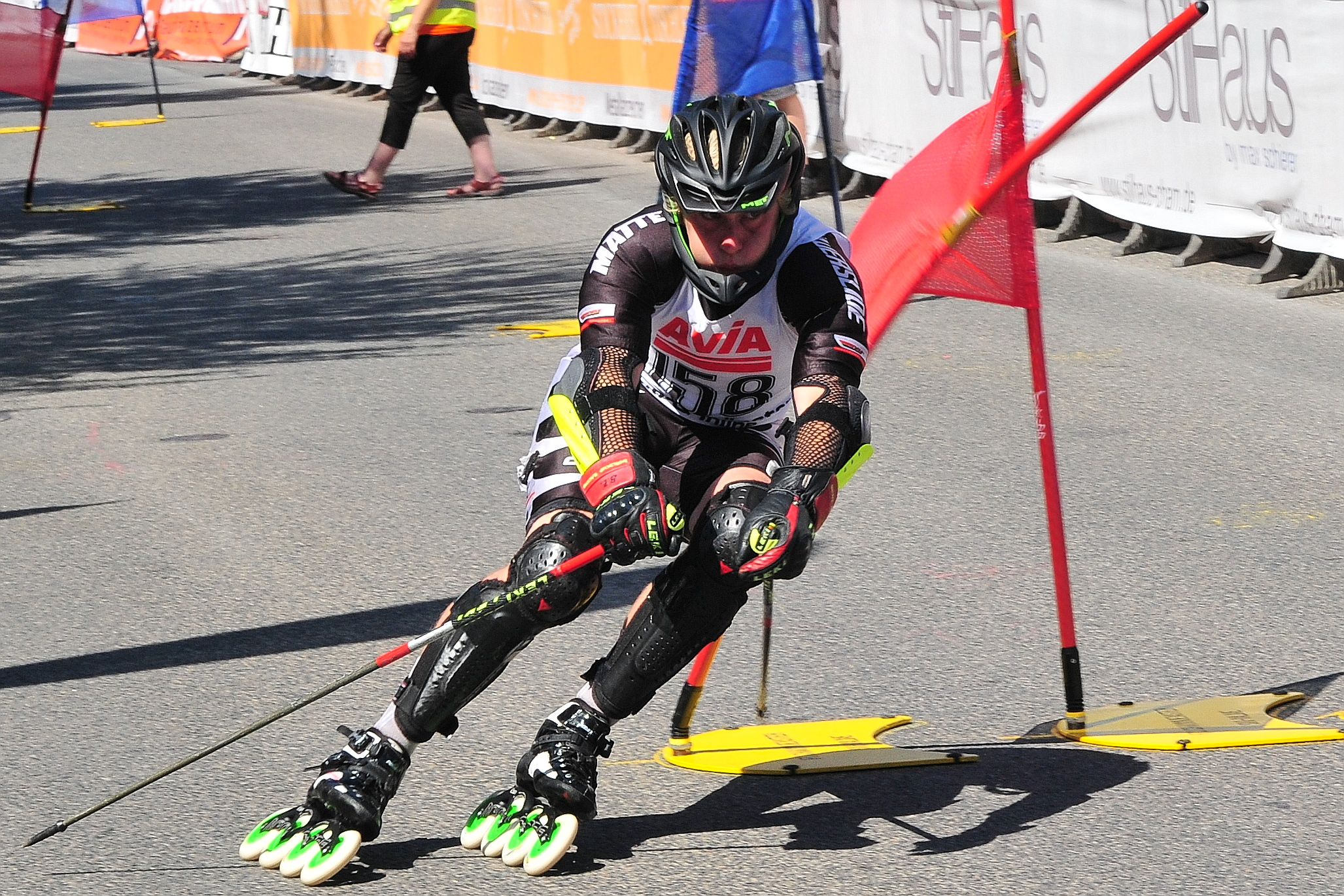
Ski-Inline in Aktion

Der DSV Ski-Inline Cup ist eine seit 1998 vom Deutschen Skiverband (DSV) jährlich veranstalteter Skiwettbewerbsserie. In der Zeit von Mai bis September werden fünf Veranstaltungen jeweils mit Cup-Finale durchgeführt, die verteilt über das ganze Bundesgebiet stattfinden. Die einzelnen Wettbewerbe werden nach den Bestimmungen des Reglements und der Ski-Inline Wettkampfordnung durchgeführt.
Der Ski-Inline Cup wird seit 2003 zusammen mit den Deutschen Ski-Inline Meisterschaften veranstaltet. Für Kinder gibt es den Wettbewerbe "Auf die Plätze, fertig ... Ski!" ("Skitty Race"), ein Geschicklichkeitslauf im Rahmen des DSV-Nachwuchsprojekts.

## Ausrichter
Ausrichter sind die Vereine des DSVs, die sich im Herbst der vorherigen Saison um eine Ausrichtung der Wettkämpfe bewerben müssen. In den letzten 16 Jahren waren insgesamt 46 Orte Ausrichter des DSV Ski-Inline Cups.

## Geschichte
Im Sommer 1998 veranstaltete der DSV zum ersten Mal eine Ski-Inline-Veranstaltungsserie. Ziel war es dem Trendsportart "Ski-Inline" eine zusätzliche für den Skisport in Deutschland unterstützende Richtung zu geben. Anvisierte Teilnehmerzahl war anfangs 300 bis 400 Personen. In der ersten Saison wurden sechs Events und ein Finale über die ganze Bundesrepublik verteilt ausgetragen. Austragungsorte waren Weißenstadt im Fichtelgebirge, Blankenburg am Harz, Senden, Degmarn, Schweitenkirchen, Stetten am kalten Markt und das Finale in München. Es begann mit den Disziplinen "Kids Cup" (heute "Skitty Race"), Slalom und einem Team-Wettbewerb. Teilnehmen konnten Schüler ab acht Jahren. Die älteste Wertungsklasse war Senioren ab 61 Jahre und älter.
Der DSV nahm als erster deutscher Spitzensportverband den Ski-Inline Sport in seine Sportordnung auf und reagierte damit auf die Wünsche seiner Mitglieder. Er sollte den Skisportlern in der schneelosen Zeit einen vernünftigen Ausgleich zum Winter bieten.
Nachdem die Teilnehmerzahl jährlich wuchs, wurden immer wieder Änderungen und Neuerungen in der Wettkampfordnung vorgenommen, um den Cup weiter zu professionalisieren und für die Athleten attraktiv zu gestalten.
2003 wurden erstmals "Deutsche Ski-Inline Meisterschaften" zusätzlich zu den Veranstaltungen des Cups ausgetragen. Qualifikation erfolgt seither über die Punktewertung bei allen DSV Ski-Inline Cup Veranstaltungen. Seit 2003 sind die Disziplinen des Ski-Inline Cups Slalom, Riesenslalom, Nordic Blading, Parallel-Slalom.

## Teilnahme
Zu den Veranstaltungen des DSV Ski-Inline-Cups sind gemäß dem aktuellen Reglement Sportler verschiedener Wertungsklassen aller Landesskiverbände im Deutschen Skiverband und Sportler des Deutschen Rollsport und Inline-Verband (DRIV) startberechtigt. Für die alpinen Wettbewerbe muss der Teilnehmer einen gültigen Startpass sowie eine DSV-Codenummer besitzen. Die Teilnahme an den Wettbewerben setzt eine komplette Ski-Inline-übliche Schutzausrüstung nach DWO 2.608.2 bis 2.608.4 voraus. Es gilt jeweils das aktuelle Cup-Reglement. Die Punkteliste zählt für beide Verbände und ist Basis für alle Meisterschaften. Für Punkte, die dort nicht geregelt sind, greift die gültige Ski-Inline-DWO.
Verantwortlich für die ordnungsgemäße Durchführung der Veranstaltungen sind die Organisations- und Rennkomitees der jeweiligen Ausrichter in kooperativer Zusammenarbeit mit dem vom Veranstalter eingesetzten nationalen Technischen Delegierten (TD). Grundsätzlich gelten für alle durchgeführten Wettbewerbe die in der Ski-Inline-DWO festgelegten Rahmenbedingungen, "Auf die Plätze, fertig ... Ski!" ist davon ausgenommen.

## Disziplinen
Im Laufe der Geschichte dieser Wettkampfserie wurden die Startdisziplinen teils verändert, angepasst und erweitert. Nach Stand des 15. DSV Ski-Inline Cups 2012 wurden Rennen in folgenden Disziplinen durchgeführt:

### Slalom
Die Athleten müssen im Slalom auf einem Gefälle von acht bis 14 Prozent bis zu 40 rote und blaue Tore fehlerfrei passieren.
Wertungs-Startklassen gemäß der Ski-Inline DWO (2.609.3) sind:
- Kinderrennen (nicht mehr als 30 Tore)
- DSV Punkterennen
- Schüler-, Jugend-, Aktiven- und Seniorenrennen (werden in getrennten Bewerben mit jeweils zwei Durchgängen durchgeführt)

Die Wertung erfolgt nach Klassen:
- Schüler-Punkterennen
- Jugend-, Aktive-Punkterennen

### Riesenslalom
Es sind abwechselnd rote und blaue Doppelstangen mit Torflaggen zu umfahren. Ein Tor besteht aus zwei Stangen mit einer Flagge. Ein maximales Gefälle von mindestens sechs bis zehn Prozent ist vorgeschrieben.

#### Kinder-Wettbewerb
Der Geschicklichkeitslauf für Kinder ("Auf die Plätze, fertig...Ski!") ist offen für alle Schulen und Vereine. Es wird eine Schul- bzw. Vereinswertung durchgeführt. Der Verein, die Schule oder der Kindergarten, der die meisten Teilnehmer hat, wird geehrt. Der Vielseitigkeitswettbewerb ist offen für Kinder der Wertungsklassen S6 bis S11. Es erfolgt keine Wertung im DSV Ski-Inline Cup. 
- Aufgaben des Vielseitigkeitsparcours: Es sind verschiedene Hindernisse und Stangen zu umfahren, zu übersteigen oder zu überspringen.
- Vorgegebene Stationen beim Geschicklichkeitsparcours sind: A), Richtungsänderung, B) Sprung, C) Wippe, D) Übersteigstation, E) Schlupftor, F) fünf weitere vom Veranstalter frei gewählte Stationen.
- Ziel dieser Veranstaltungsform ist: Test der koordinativen Fähigkeiten (Gleichgewicht, Kopplungsfähigkeit, Anpassungsfähigkeit, Orientierungsfähigkeit, Umstellungsfähigkeit)
- Wertung: nach Zeit, in einem Durchgang

### Nordic Blading
Nordic Blading ist die Variante des Skilanglaufs (Skatingtechnik) im Sommer und nur ein freiwilliger Wettbewerb beim Ski-Inline Cup. Diese Disziplin war bis 2011 Pflicht und wurde mit dem Slalom als Kombination gesondert gewertet.

### Rundkurs
Als Strecke dient ein Rundkurs mit 1000 und 2000 Metern Länge und einem Höhenunterschied von etwa 30 Meter pro Runde, wie in der DWO beschrieben, oder alternativ auch ein Sprintbewerb. Vom tiefsten bis zum höchsten Punkt müssen 30 Meter gemessen werden; es liegt keine Gesamthöhendifferenz zu Grunde. Die Streckenlänge bei Rundkursen sollte nicht über 3000 Meter hinausgehen. Ideal ist eine Streckenlänge von 2000 Metern, mit der ein Stadioncharakter erreicht wird.

### Berglauf
Der Berglauf ist eine Veranstaltung, bei der die Zielankunft mehr als 200 Höhenmeter über dem Start liegt, die Laufzeit sollte etwa 15 bis 30 Minuten betragen.

### Sprintlauf
Der individuelle Sprintwettkampf besteht aus einem Qualifikationswettkampf mit Intervallstart und Finalläufen. Nach der Qualifikation starten die Athleten in Finaldurchgängen in 2er Heats. Die Strecke muss mindestens 4,00 m breit sein. Die Länge sollte für alle Klassen/Gruppen zwischen 150 und 500 m liegen.

## Wertung
Der Gesamtsieger in den jeweiligen Altersstufen wird mit einem Punktesystem ermittelt, ein Streichergebnis gibt es nicht. Bei Punktegleichheit zählt die höhere Rangziffer. Es erfolgt eine Unterteilung in weiblich und männlich bei der Vergabe von DSV-Punkten für die Platzierungen eins bis 30.
Es werden in den folgenden Wertungsklassen Cup-Sieger ermittelt:
| Wertungsklasse | Alter            |
| -------------- | ---------------- |
| Schüler        | 12 – 14          |
| Jugend         | 16 – 18          |
| Aktive         | 21 – 31          |
| Senioren       | 41 – 51 und 51 + |

### Sieger
Cupsieger werden im Slalom ausgefahren. Cupsieger ist der Läufer, der die höchste Punktzahl vorweisen kann. Diese werden beim Cupfinale geehrt. Die Siegerehrung für die Gesamtcupsieger findet in München statt. 

### Preise
Alle Teilnehmer erhalten Urkunden. Ab der Jugend 16 werden die Urkunden ab Platz fünf mannschaftsweise ausgegeben. Für den Sieger und die Plätze zwei und drei der jeweiligen Wertungsklassen gibt es Pokale und Medaillen sowie Sachpreise.